# 蘭伯特·索納·莫莫
兰伯特·索纳·莫莫（英語：Lambert Sonna Momo，1970年—），出生于喀麦隆雅温得，是一名瑞士籍喀麥隆裔计算机科学家、网络安全专家、学者和企业家。他闻名於通过生物识别技术进行电子身份识别方面的卓越研究。

## 生平
1993年从雅温得大学获得数学学士学位后，兰伯特·索纳·莫莫就读于瑞士洛桑联邦理工学院，并分别于2001年和2003年获得软件工程和信息系统双硕士学位。
2008年，兰伯特·索纳·莫莫获得洛桑大学的信息和安全系统博士学位。他的毕业论文《开发动态互联网安全系统界面：基于本体的方法》（Elaboration de tableaux de bord SSI dynamiques: une approche à base d'ontologies）由洛桑大学教授Solange Ghernaouti-Hélie指导完成。毕业后，兰伯特·索纳·莫莫于洛桑大学教授与计算机安全和私人数据保护相关的课程，直至2014年。

## 科研经历
2016 年，他组建了一个跨学科的科研团队，成员包括来自瑞士Idiap研究所的生物识别专家Sébastien Marcel，洛桑联邦理工学院安全与密码研究实验室主任Serge Vaudenay，来自瑞士西部瓦莱高等专业学院的电子工程师Pierre Roduit博士，以及瑞士电子与微技术中心的专家Eric Grenet。该团队联合开发了BioID 和 BioLocker，这是一种基于3D静脉扫描的生物特征识别专利技术，其体现了对于数据安全和对隐私保护的重视和技术结合。
兰伯特·索纳·莫莫同时也是洛桑联邦理工学院衍生公司GLOBAL ID的创始人，该公司成立于2015年，创新技术采用3D指静脉生物特征识别身份，具有极高的可靠性和安全性，可满足医疗卫生、金融和财务、公众服务等敏感领域客户的需求。公司愿景是建立一个自主身份平台，服务个人和企业的日常需求。[14]
这种静脉识别的身份验证技术基于无法被窃取的隐形秘钥，且加密端是由不断变化的随机代码组成的，因此仅可用于“明箱操作”。
而生物识别技术在数码健康验证中的地位也越来越被认可，成为一种新的解决方案。
同时，非接触式的扫描仪正在开发中，该项目已获得瑞士联邦的100万瑞郎的拨款。

## 研究文选

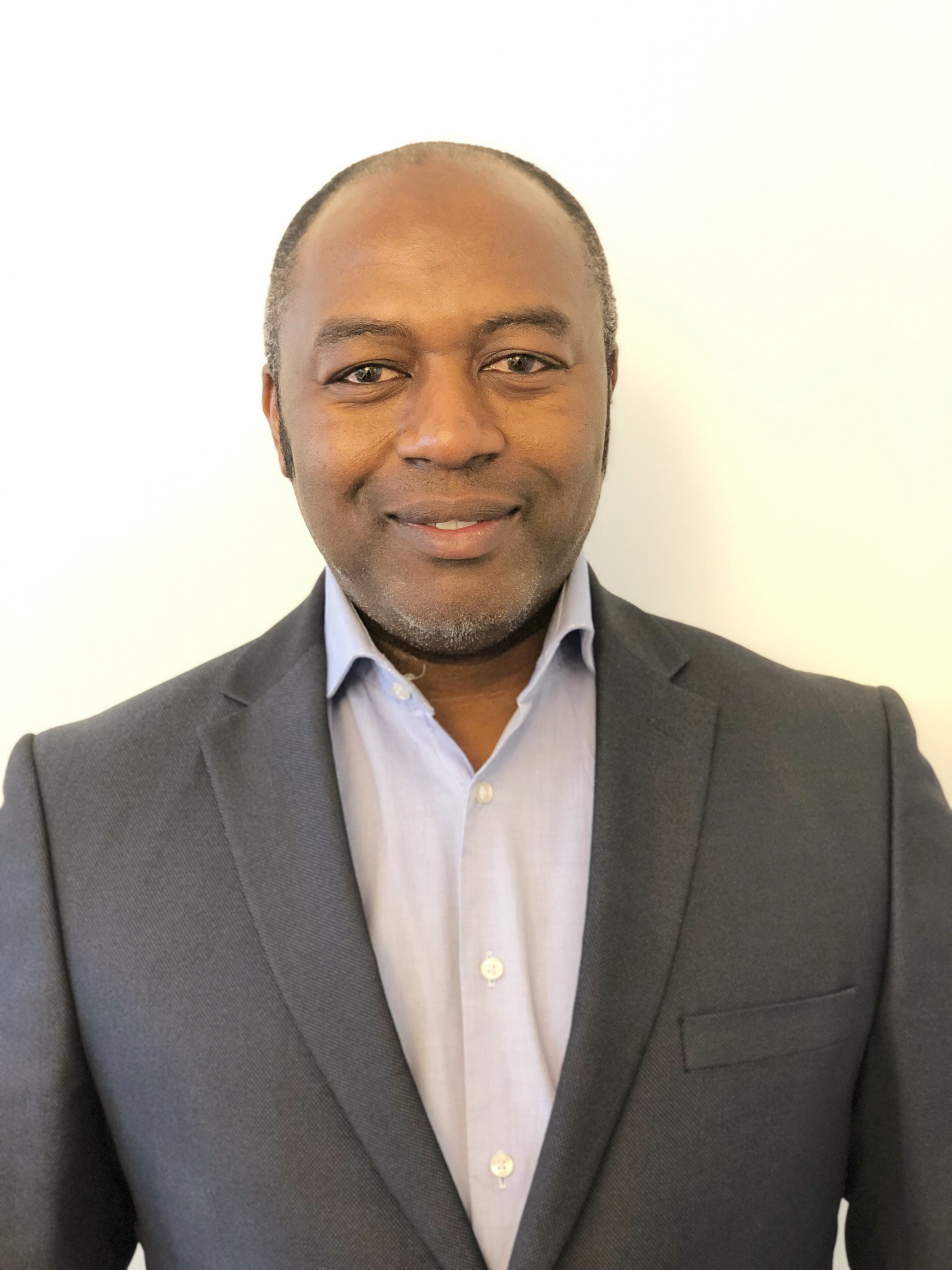
兰伯特·索纳·莫莫近照

Lambert Sonna, Momo (2011). Tableaux de bord dynamiques : une approche à base d'ontologies : élaboration d'un médiateur de sécurité à base d'ontologies pour la construction des tableaux de bord SSI dynamiques. Berlin: Éditions universitaires européennes. ISBN 978-613-1-54953-3. OCLC 835978062.